# Provincia di Edirne
La provincia di Edirne (in turco Edirne ili) è una provincia della Turchia.

## Geografia fisica
La provincia è la più occidentale della Turchia, trovandosi al confine con la Grecia e con la Bulgaria, nella Tracia orientale. Ad est confina con la provincia di Kırklareli e con la provincia di Tekirdağ. Il suo capoluogo è Edirne.

## Popolazione
La popolazione della provincia al 2009 era di 395 463 abitanti, concentrata per oltre due terzi nel capoluogo regionale e negli altri capoluoghi di distretto.

## Geografia antropica

### Suddivisioni amministrative

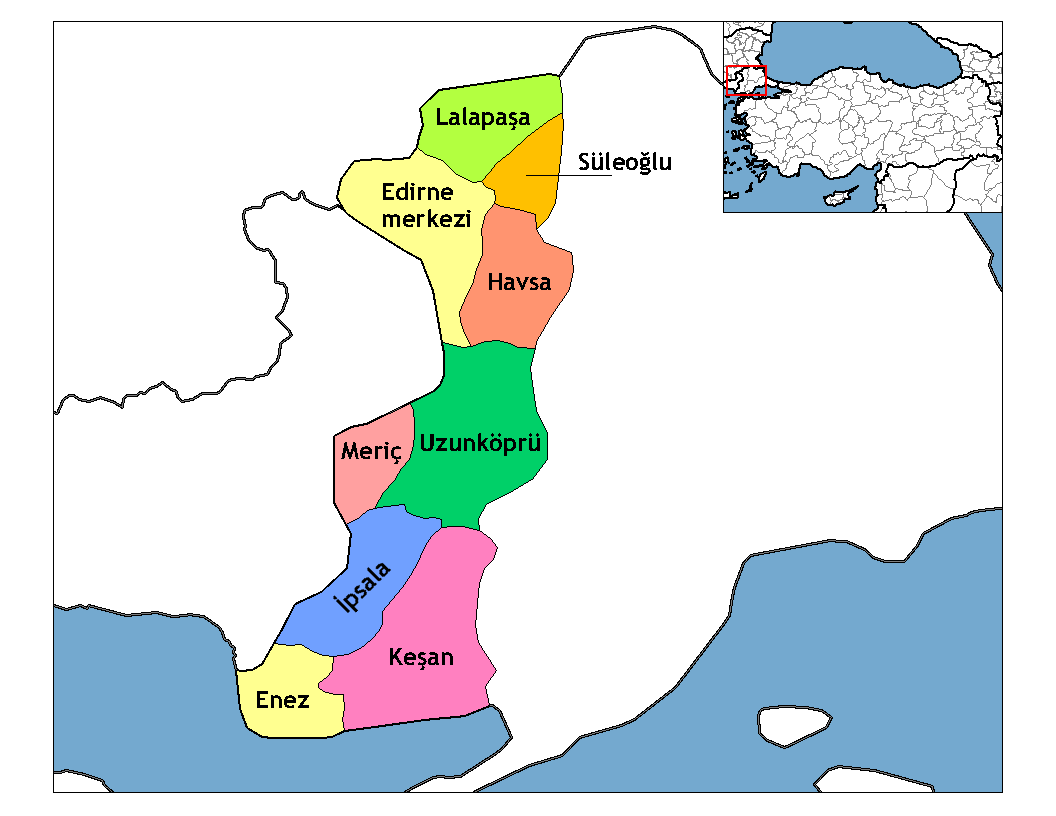
Distrettri della provincia di Edirne

La provincia è divisa in 9 distretti: 	
- Edirne (capoluogo)
- Enez
- Havsa
- İpsala
- Keşan
- Lalapaşa
- Meriç
- Süleoğlu
- Uzunköprü

Fanno parte della provincia 26 comuni e 248 villaggi.